# Sprzęgło hydrauliczne

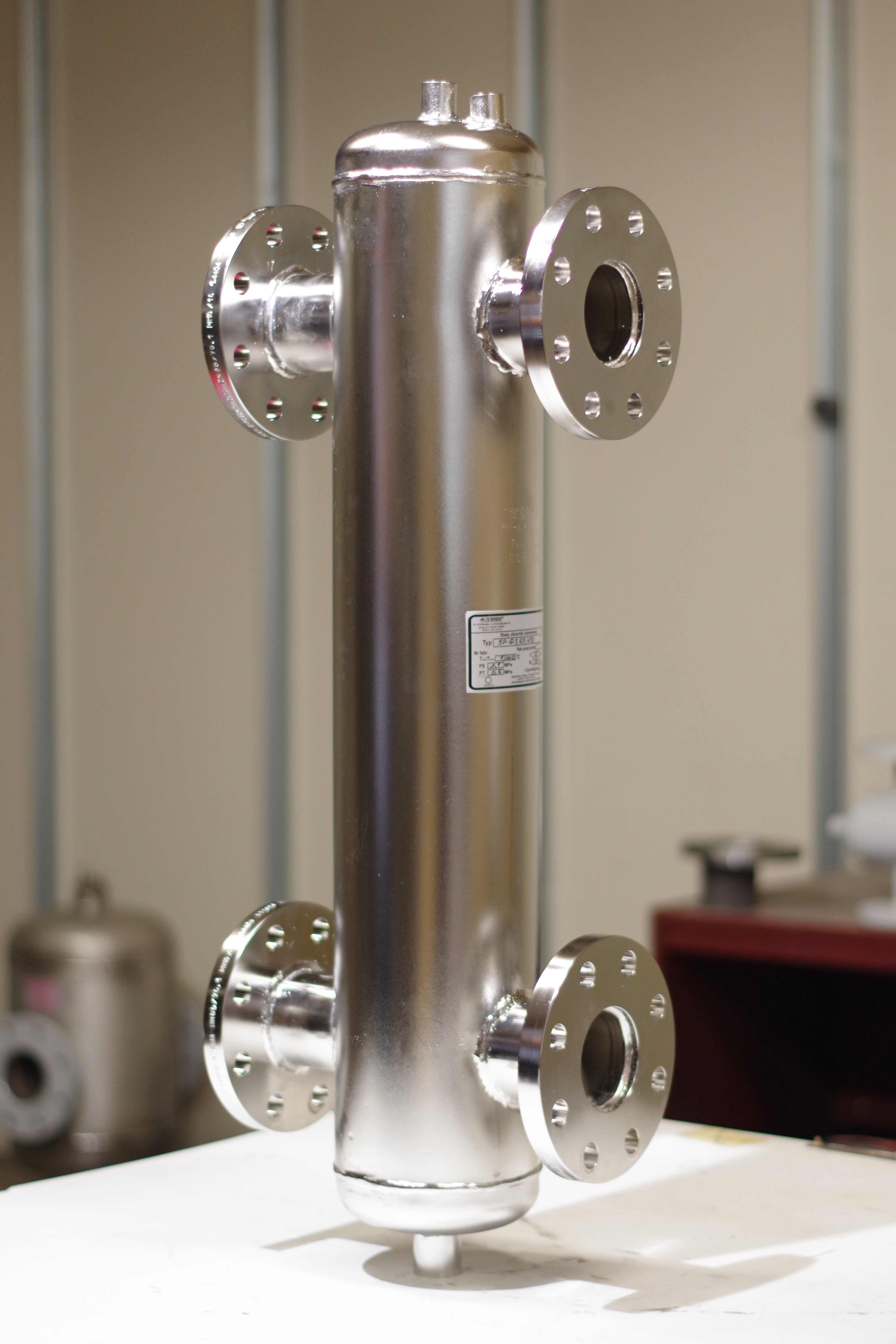
Sprzęgło hydrauliczne

Sprzęgło hydrauliczne – przepływowy rozdzielacz o dużej średnicy, spełniający kilka funkcji. Jedną z nich jest oddzielenie hydrauliczne obiegów grzewczych od obiegów kotłowych, drugą – realizacja układu podwyższania temperatury wody powrotnej, trzecią – o ile średnica pozwala na grawitacyjne oddzielanie zanieczyszczeń – filtracja czynnika grzejnego.
Sprzęgła hydrauliczne stosuje się w układach grzewczych średniej i dużej mocy (w praktyce już od ok. 25 kW i więcej), składających się z jednego lub więcej kotłów, a zwłaszcza z kilku obiegów grzewczych (np. obieg ogrzewania podłogowego + obieg ogrzewania grzejnikowego + obieg ogrzewania c.w.u.). W tego typu obiegach zastosowanie sprzęgła hydraulicznego eliminuje konieczność zrównoważenia przepływów pomp - sprzęgło hydrauliczne powoduje niezależne działanie poszczególnych obiegów i niezakłóconą pracę pomp (pompy nie zakłócają się wzajemnie). Dodatkową funkcją sprzęgła jest odmulanie układu i jego odpowietrzanie. Sprzęgło hydrauliczne także chroni kocioł przed zbyt niską temperaturą wody powrotnej (korozja niskotemperaturowa).
Korzyści ze stosowania sprzęgła hydraulicznego:
- Do 30% dłuższa żywotność kotła dzięki skutecznej ochronie przed niską temperaturą wody powrotnej;
- Zwiększenie komfortu użytkowania dzięki wykorzystaniu odmulania oraz odpowietrzania układu;
- Do 30% dłuższa żywotność pompy za sprawą wzajemnego niezakłócania pracy;
- Dużo szybsza reakcja automatyki kotła;
- Do 50% taniej niż zastosowanie zaworu 3- lub 4-drogowego;
- Uniknięcie konieczności regulacji układu dzięki niezakłóconym wzajemnym przepływom pomp;
- Ograniczenie liczby reklamacji związanych z nieprecyzyjnie działającym, bądź zapowietrzającym się układem;